# 本間由佳梨
本間 由佳梨（ほんま ゆかり、1988年3月11日 - ）は、北海道出身のプロボウラー。JPBA第46期生（ライセンスNo.499）。永久A級ライセンス取得者。所属はサンコーボウルを経て現在はフリー。身長159cm。血液型B型。右投げ。配偶者あり。

## 略歴
1988年3月11日、北海道にて出生。3歳年下の妹が1人の2人姉妹で、11歳の時に家族と遊びに行くのが楽しくて、ボウリングを始める。12歳でジュニア・ボウリング・クラブに所属。アマチュア時代、日本代表ナショナル・チームで活躍。
札幌東陵高等学校卒業。札幌リゾート・アンド・スポーツ専門学校スポーツ保育科（短期大学）卒業。保育園、幼稚園教員資格を保持。
2013年5月17日、JPBAプロ資格取得テスト（プロテスト）に初挑戦ながら3位の成績で合格しプロ入りを果たした。
2018年4月22日に行われた2018宮崎プロアマトーナメントでプロ初優勝を飾った。

## 人物
- 師匠は舘山詔夫[3]。
- 趣味は、ボウリング以外に割く時間は非常に少ない。強いて挙げれば、最近始めた一人カラオケ。
- 目標：優勝。常にトップ・シード。座右の銘は「出すぎた杭となる」[3]。

## プロ入り後の主な戦績
※10位以内の順位のみ

### 公式戦
- 通算成績 1勝
- 公認パーフェクトゲーム達成 1回

#### 2013年
- スカイAカップ2013女子新人戦 - 6位

#### 2014年
- スカイAカップ2014女子新人戦 - 5位

#### 2015年
- 中日杯2015東海オープン - 3位
- 第38回ジャパンオープン女子 - 8位

#### 2016年
- グリコ17アイス杯第4回プロアマ - 3位
- スカイAカップ2016女子新人戦 - 8位

#### 2017年
- 第33回 六甲クイーンズOP - 10位

#### 2018年
- 2018宮崎プロアマオープン - 優勝（自身初タイトル）
- 第34回 六甲クイーンズOP - 6位
- ROUND1 GCB JPBA決勝大会 R - 9位
- 第41回JLBCクイーンカップ - 10位
- HANDA CUP・第50回 全日本女子プロ - 3位

#### 2019年
- JPBA WOMEN'S ALL☆STAR GAME 2019 - 9位
- グリコ17アイス杯第7回プロアマ - 10位
- 第35回 六甲クイーンズOP - 4位
- 第14回 MKチャリティカップ - 5位

#### 2020年
- JPBA WOMEN'S ALL☆STAR GAME 2020 - 3位
- 第1回 大岡産業レディースOPトーナメント - 4位

#### 2021年
- JPBA WOMEN'S ALL☆STAR GAME 2021 - 4位
- 第37回 六甲クイーンズOP - 4位
- APA PRESENTS 2021 KING'S ＆ QUEEN'S女子 - 8位
- 第2回 大岡産業レディースOPトーナメント - 6位
- HANDA CUP・第53回 全日本女子プロ - 7位

#### 2022年
- APA PRESENTS 2022 KING'S ＆ QUEEN'S プロボウラーズトーナメント女子 - 10位

#### 2023年
- グリコ17アイス杯第10回プロアマ - 9位
- 第16回 MKチャリティカップ - 7位
- 2023山梨レディースプロボウリングトーナメント - 9位

#### 2024年
「HANDA CUP」・第56回全日本女子プロボウリング選手権大会 - 7位